# Agrotis rufa
Agrotis rufa là một loài bướm đêm trong họ Noctuidae.